# Oratorio della Madonna del Latte
L'oratorio della Madonna del Latte sorge in mezzo alla campagna nei pressi dell'abitato di Gionzana, frazione dalla città di Novara. I suoi elementi di interesse artistico sono legati agli affreschi del XV secolo realizzati da alcune delle principali botteghe operati in area novarese.
L'edificio ha recentemente subito una profonda opera di restauro sia esterno che interno. Il santuario è stato inaugurato il 4 settembre 2011.

## Storia

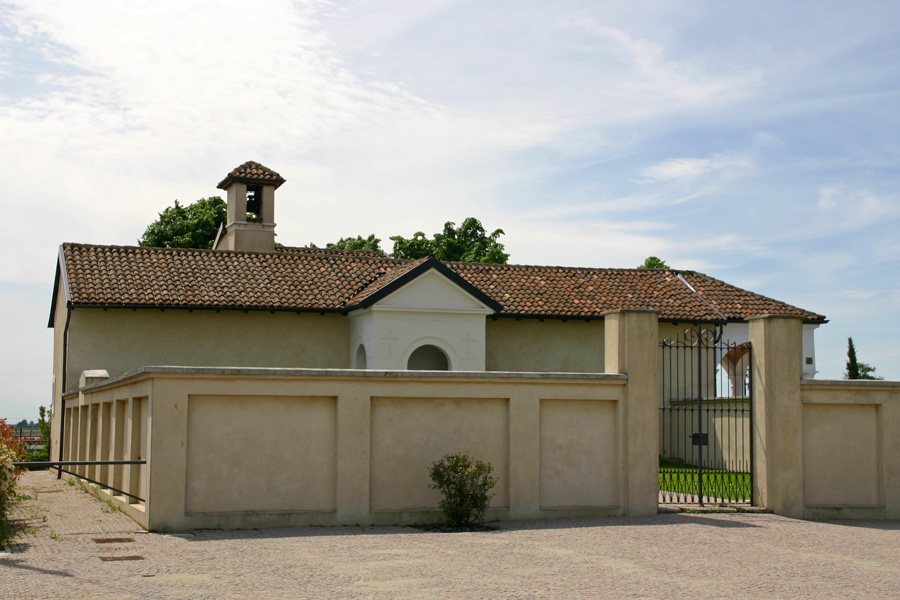
Veduta del santuario da nord

L'oratorio fu edificato verosimilmente nel XIV secolo sulle terre dei nobili Tettoni, cittadini di Novara e feudatari, oltre che di Gionzana, di molte altre campagne del Novarese.
Sempre per iniziativa di tale famiglia nobiliare la chiesetta - che doveva funzionare come luogo di preghiera per i contadini del feudo – fu ampliata ed affrescata nel 1487-88: l'intervento è testimoniato, tra le altre cose, dallo stemma araldico della famiglia, con aquila imperiale e bande orizzontali, dipinto nel semicilindro dell'abside.
Le immagini dipinte sulle pareti dell'oratorio (la cui denominazione originaria era "Santa Maria della Scaglia", dal toponimo del luogo in cui si erge) sono diventate oggetto di profonda devozione popolare. Il vescovo Carlo Bascapè, in una visita del 1596 testimonia come l'immagine della Madonna Addolorata (tuttora presente) fosse oggetto di particolare venerazione e come molti ex voto fossero appesi alle travi della chiesa.
 
Si può comprendere il motivo per cui l'oratorio prende il nome dalla "Madonna del Latte" dal resoconto di un'altra visita pastorale, quella del vescovo Ferdinando Taverna nel 1618, nella quale si fa menzione della devozione popolare verso un'altra immagine affrescata, raffigurante appunto la Madonna in atto di allattare il Bambino. La venerata icona ha subito nel tempo una serie di traversie: ai primi del Novecento fu staccata dalla parete meridionale e riportata su un telaio per essere posta sopra l'altare; nel 1967 essa fu ricollocata nella posizione originaria; ma fu in seguito rubata e non più ricuperata. Al suo posto è oggi visibile una sua riproduzione fotografica.
L'oratorio del XV secolo aveva forma di modesto edificio ad aula rettangolare, con tetto di coppi a vista, impreziosito e reso suggestivo, tuttavia, dagli affreschi dai colori vivaci che ne ricoprivano le pareti.
La costruzione muraria che, sulla destra, si addossa alla chiesa fu eretta nel Settecento come casa dell'eremita che fungeva da custode. Anche il portichetto antistante la facciata e gli altri edifici attorno alla chiesa (che nascondono l'abside originaria) sono aggiunte successive. Nel 1829 fu realizzata, all'interno della chiesa, la copertura a volta ribassata.

## Struttura
L'edificio, in muratura parzialmente intonacata, è composto da tre zone con differenti funzioni: 
- la chiesa, con struttura ad aula unica, costituita da abside semicircolare e piccolo campanile;
- la sagrestia disposta su due livelli;
- un piccolo cimitero sul lato nord, delimitato da un muro intonacato con ingresso sul lato nord dal cimitero.

## Restauro

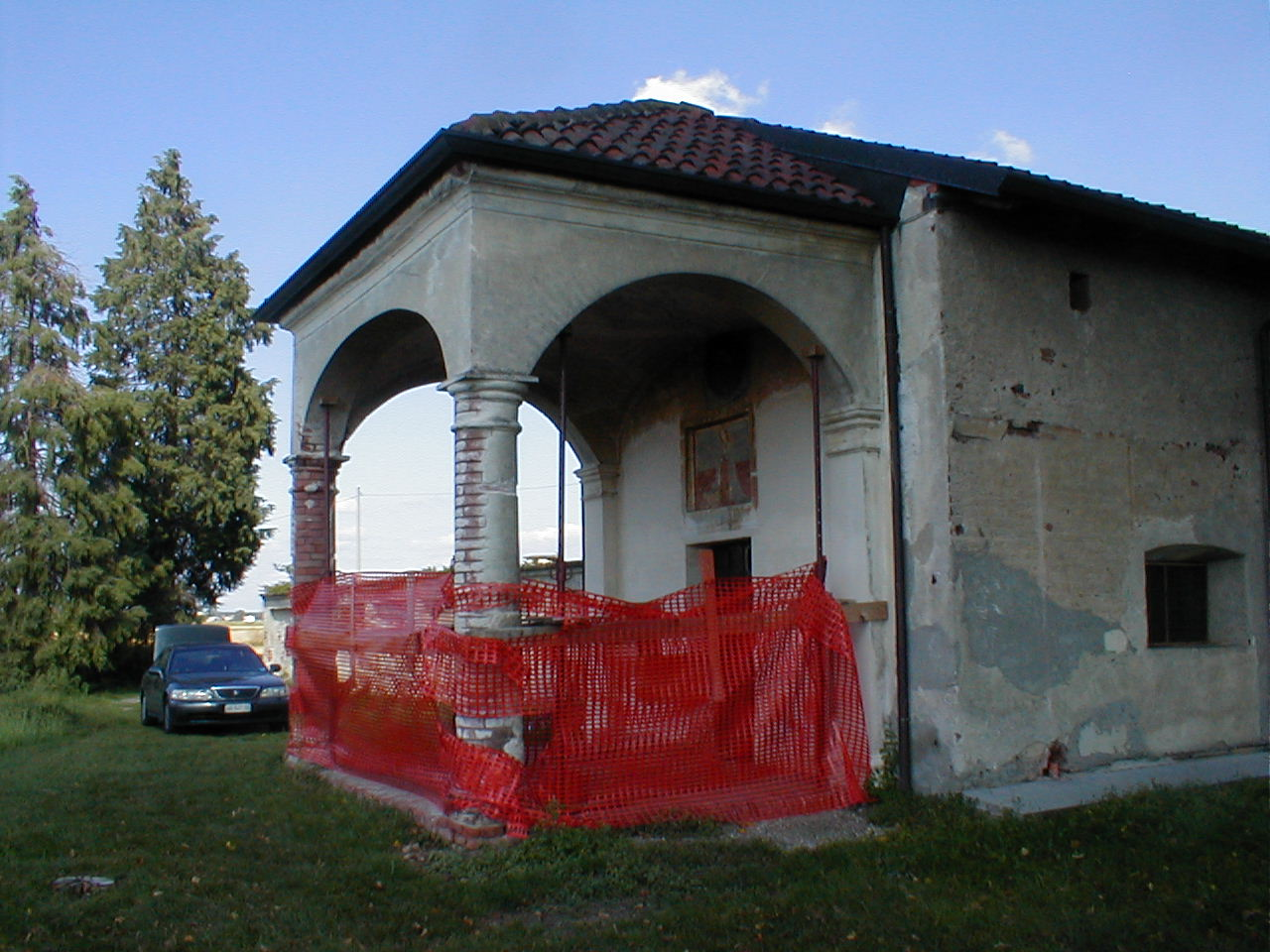
L'esterno del Santuario prima degli interventi di restauro

L'Oratorio ha recentemente subito una profonda opera di restauro, che ha interessato sia l'interno che l'esterno che si è concluso con l'inaugurazione il 4 settembre 2011 alla presenza del Segretario di Stato Vaticano , cardinale Tarcisio Bertone, che ha officiato la prima messa e ha benedetto il nuovo altare.
Tali interventi hanno portato alla riscoperta dei numerosi affreschi sia interni che esterni.
Stato di conservazione prima dei lavori:
- La copertura;
- La facciata est: essa si presentava con mancanze di intonaco sulle colonne e su una parte della trabeazione e la zona sovrastante il portale di ingresso negli anni aveva subito un'alterazione cromatica dovuta ad infiltrazioni d'acqua dalla copertura; inoltre il dissesto statico interessava prevalentemente l'atrio colonnato. Infatti il quadro fessurativo si presentava con lesioni che si estendevano fino sulla zona della trabeazione.
- La facciata sud: in essa si  presentavano degradi prevalentemente legati alla superficie  intonacata. Sulla medesima erano visibili fessurazioni superficiali sia sulla facciata sud che sulla facciata della sagrestia. Quest'ultima presentava inoltre il degrado delle cornici intonacate a inquadramento delle aperture.
- La facciata a ovest: si divide in due parti, la prima relativa alla sagrestia, la seconda come chiusura della chiesa. Per quanto riguarda la parte che concerne la sagrestia, essa si presentava completamente in muratura a vista a seguito della totale asportazione dell'intonaco ed  un'alterazione cromatica relativa alla presenza di una canna fumaria in corrispondenza della torretta campanaria. Infine la zona adiacente alla zoccolatura perimetrale presentava erosione della muratura. Mentre la seconda facciata legata alla porzione di edificio situata in corrispondenza dell'abside della chiesa era interessata da un fenomeno di  deposito superficiale dovuto probabilmente alla scarsa esposizione solare ed accessibilità di quest'ultima.
- La facciata nord (inserita nell'area cimiteriale): presentava degradi relativi all'intonaco. L'atrio porticato antistante, a causa della sua conformazione lo rendeva maggiormente esposto, presentando così un'alterazione cromatica probabilmente dovuta al dilavamento. Sull'intera facciata erano visibili mancanza e distacco di intonaco.
- Area cimiteriale (zona antestante la facciata nord è adibita a cimitero): essa presentava  degrado sulle tombe, sia lapidi che monumenti funebri, legati soprattutto a causa di una scarsa manutenzione.
- La volta (interna) presentava fessurazioni longitudinali che poi si diramano sugli angoli della pianta.

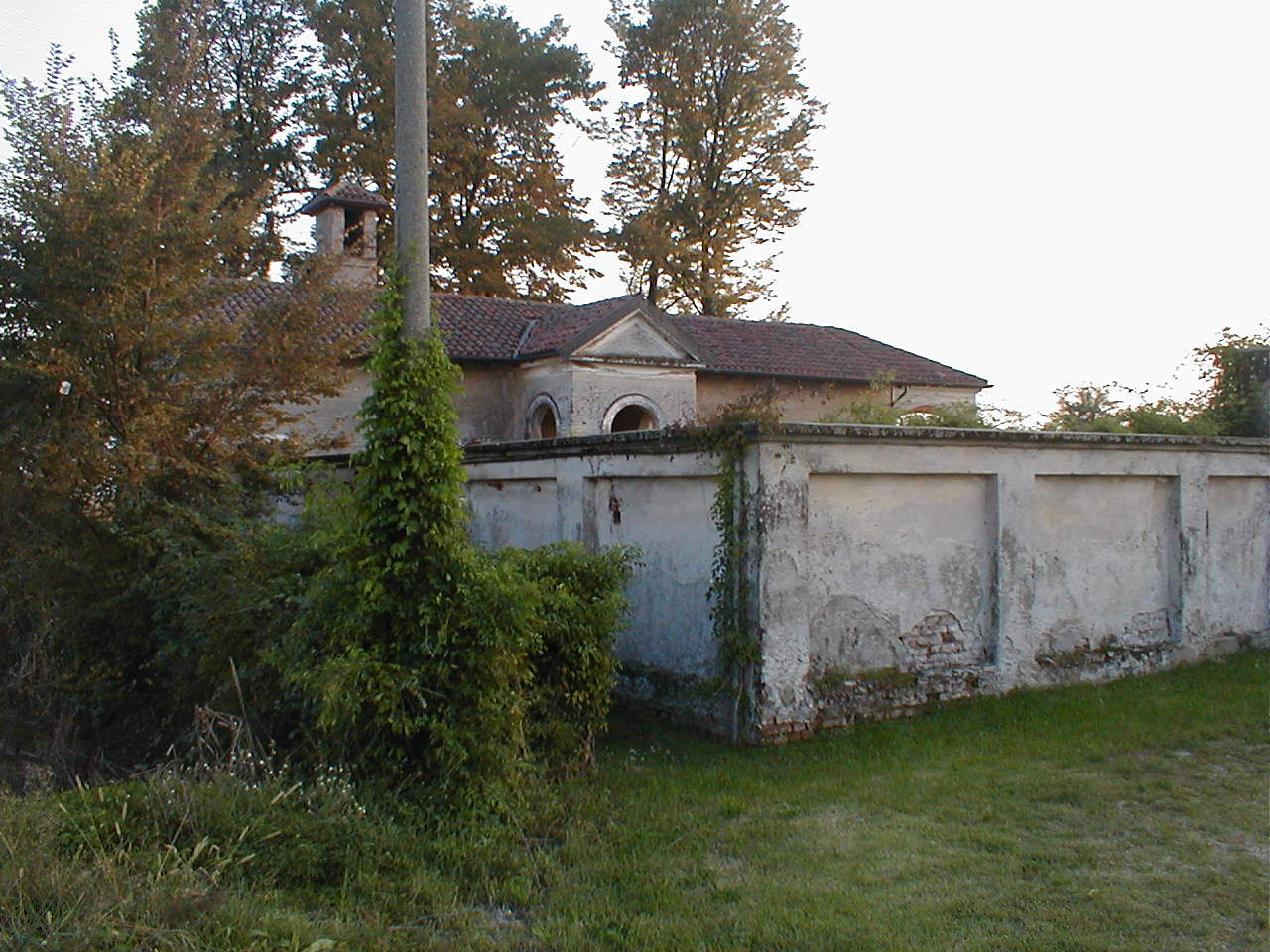
Vista della Chiesa con il muro delimitante l'area cimiteriale, prima dei restauri

Gl'interventi di restauri realizzati sull'immobile hanno riguardato le diverse parti dell'edificio e trattate in funzione delle diverse problematiche che presentavano. Inoltre è stato oggetto d'intervento, anche l'altare e la pietra all'interno dell'Oratorio.
L'intervento è stato caratterizzato dai principali atti:
- adeguamento normativo;
- rimozione della volta Ottocentesca con ripristino della copertura a vista;
- rifacimento della pavimentazione con la medesima tecnica di quella originaria (l'alta qualità dell'opera si può notare, durante la visita, dalle due pavimentazioni tra l'aula e la sacrestia. La pavimentazione della sacrestia è quella originale).

Durante i lavori di restauro, si è anche curato l'intorno. Nell'area in corrispondenza della facciata sud, dove già in precedenza vi era una piccola area  attrezzata con due panchine, si è realizzato un luogo di raccolta: una zona verde con sedute dove poter meditare; mentre nella zona di accesso si è rivisto completamente il disegno, cambiato le pavimentazioni, inserito elementi di illuminazione e curato le zone verdi in tali area.

## Gli affreschi

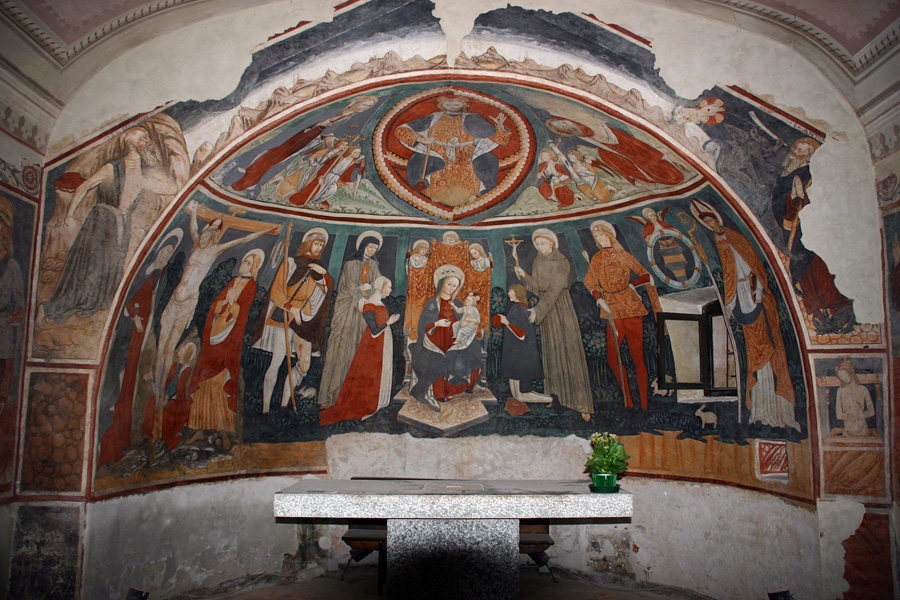
Gli affreschi dell'abside

- Arco trionfale ed abside (affreschi attribuiti a Daniele De Bosis)
  - Arco trionfale: San Gerolamo penitente e Sant'Antonio abate tentato dal demonio; sul pilastro di destra una piccola immagine del Cristo in pietà.
  - Catino absidale: Cristo giudice raffigurato all'interno di una mandorla di luce e circondato da due coppie di angeli con i simboli della Passione; a sinistra la Vergine Maria, a destra Sant'Antonio abate.
  - Semicilindro: dell'abside: Crocifissione con la Vergine Maria e San Giovanni evangelista; Vergine in trono, con alla sinistra San Rocco e Santa Chiara che presenta una nobildonna alla Vergine; alla destra San Francesco che presenta un nobile gentiluomo alla Vergine; più a destra (sopra una finestra) lo Stemma araldico dei nobili Tettoni, poi Sant'Adalgisio, vescovo di Novara.

- Pareti laterali (affreschi attribuiti prevalentemente alla bottega dei Cagnola)
  - Parete sinistra: San Sebastiano, San Giovanni Battista e la Vergine in trono[7]; trittico con San Bovo, la Vergine in trono e Sant'Antonio tentato dai diavoli; Crocifissione con la Vergine Maria e San Giovanni evangelista; San Giovanni decollato; Martirio della Beata Panacea; una figura di santo; la Madonna Addolorata (trafitta da sette spade); Sant'Antonio abate con il fuoco in una mano.
  - Parete destra: Sant'Antonio abate con un piccolo maiale a fianco; sopra la porta della sacrestia una Madonna dell'Umiltà; San Nicola da Tolentino ed un santo pontefice; copia fotografica della rubata Madonna del Latte; San Giuseppe che si volge verso la Madonna col Bambino; San Sebastiano (figura mutilata dall'apertura di una finestra);San Giorgio a cavallo, San Sebastiano; Madonna col Bambino (detta "Madonna delle febbri")

- Controfacciata: Annunciazione

- Esterno della chiesa: alcuni affreschi mutili trovano posti sulla facciata e sulla parete destra

L'oratorio presenta elementi di interesse artistico per i suoi affreschi, che testimoniano la diffusione capillare che ebbe nel Quattrocento l'uso di decorare le chiese con immagini destinate ad educare e spronare la devozione dei fedeli. Gli affreschi documentano il ruolo che in tali campagne decorative ebbero le botteghe di frescanti attive in area novarese ed il loro linguaggi pittorico fatto di vivacità cromatica e di rustica espressività delle figure. Le botteghe che si trovarono qui a collaborare nella realizzazione dell'apparato decorativo sono quelle di Daniele De Bosis e di Tommaso Cagnola
Gli affreschi dell'abside sono attribuiti a Daniele de Bosis e risalgono ad anni prossimi al 1487-88, quando i nobili Tettoni decisero di ampliare ed abbellire l'oratorio. Lo stemma araldico insieme alle immagini di due esponenti della famiglia - un gentiluomo e di una giovane nobildonna inginocchiati di fronte al trono della Madonna - ne testimoniano il ruolo di committenti.
Dal punto di vista iconografico è interessante notare nel catino absidale, la figura del Cristo giudice che tiene in una mano destra una fiaccola capovolta, simbolo di condanna, mentre la sinistra mostra la piaga dei chiodi della croce, segno di misericordia. 

Nel semicilindro dell'abside, anziché la consueta teoria degli Apostoli, troviamo l'impaginazione complessa di due differenti scene: a sinistra quella della Crocifissione e, nello spazio rimanente, la Vergine in Trono, posta al centro dell'abside (l'oratorio è a lei dedicato) circondata da figure di santi e dalla coppia di committenti introdotti alla Vergine rispettivamente da santa Chiara e da san Francesco. Il santo vescovo alla destra era già stato indicato dal Bascapè come sant'Adalgisio, vescovo di Novara tra l'anno 830 e l'anno 848. La scena è raffigurata su uno sfondo costituito da una fitta vegetazione, con alberi, fiori ed erbe tra i quali scorrazzano piccoli conigli bianchi, quasi ad imitare un arazzo tardo gotico.
Gli affreschi sulle pareti laterali sono stati attribuiti a Tommaso Cagnola ed alla sua bottega, soprattutto in virtù degli elementi che ne caratterizzano la cifra stilistica: l'uso di tratteggiare i pavimenti degli interni con ciottoli rossi, l'utilizzo del broccato per rendere eleganti i vestiti e mettere in risalto i personaggi più importanti, le aureole a margherita ed il particolare modo di rendere le aureole di Cristo che nella parte dorata tratteggia curiose "orecchie di topo"
Il linguaggio pittorico è quello del gotico internazionale che negli ultimi decenni del Quattrocento doveva ancora esser assai caro ai committenti periferici: alcune figure di santi – come il san Sebastiano e il san Bovo (protettore degli animali domestici) raffigurati sulla parete sinistra della chiesa (per chi guarda l'altare) – paiono derivare direttamente da qualche miniatura cortese.